# No Jive
No Jive – album szkockiej grupy rockowej Nazareth, wydany w listopadzie 1991 roku.

## Lista utworów
1. Hire And Fire – 5:10 (Rankin/McCafferty/Agnew)
2. Do You Wanna Play House – 5:01 (Rankin/Agnew)
3. Right Between the Eyes – 3:06 (Rankin)
4. Every Time It Rains – 4:14 (Rankin)
5. Keeping Our Love Alive – 3:18 (Rankin/Agnew/McCafferty/Sweet)
6. Thinkin’ Man’s Nightmare – 4:01 (Rankin/Agnew/McCafferty/Sweet)
7. Cover Your Heart – 4:32 (Rankin)
8. Lap of Luxury – 3:55 (McCafferty/Rankin/Agnew/Sweet)
9. The Rowan Tree/Tell Me That You Love Me – 4:39 (Agnew/McCafferty/Rankin/Sweet)
10. Cry Wolf – 4:25 (Rankin/McCafferty)
11. This Flight Tonight – 3:37 (cover Joni Mitchell)

## Wykonawcy
- Pete Agnew – bas, gitara
- Billy Rankin – gitara
- Dan McCafferty – wokal
- Darrell Sweet – perkusja